# Clinton County, Michigan
Clinton County är ett administrativt område i delstaten Michigan, USA. År 2010 hade countyt 75 382 invånare. Den administrativa huvudorten (county seat) är St. Johns.

## Geografi
Enligt United States Census Bureau har countyt en total area på 1 488 km². 1 480 km² av den arean är land och 8 km² är vatten.

### Angränsande countyn
- Saginaw County - nordost
- Gratiot County - nord
- Montcalm County - nordväst
- Shiawassee County - öst
- Ionia County - väst
- Ingham County - sydost
- Eaton County - sydväst

### Orter
- DeWitt
- Eagle
- East Lansing (delvis i Ingham County)
- Elsie
- Fowler
- Grand Ledge (delvis i Eaton County)
- Hubbardston (delvis i Ionia County)
- Maple Rapids
- Ovid (delvis i Shiawassee County)
- St. Johns (huvudort)
- Westphalia